# Wojewódzki Ośrodek Animacji Kultury w Toruniu
Wojewódzki Ośrodek Animacji Kultury w Toruniu (WOAK) – instytucja kultury Samorządu Województwa Kujawsko-Pomorskiego. Siedziba instytucji znajduje się przy ul. Kościuszki 75/77 w Toruniu. Od 2022 roku dyrektorem instytucji jest Łukasz Wudarski.
WOAK powstał 30 sierpnia 1975 roku z inicjatywy ówczesnego wojewody toruńskiego. 1 stycznia 1999 roku, wraz z nowym podziałem administracyjnym kraju, opiekę nad placówką oraz jej finansowanie przejął nowo powołany samorząd województwa kujawsko-pomorskiego.